# Островський Максим Андрійович
Максим Андрійович Островський (25 серпня 1895, село Настасів, Тернопільський район, Тернопільська область — 29 січня 1945, тюрма в м. Дніпро (на той час Дніпропетровськ) — Український Січовий Стрілець, директор школи в с. Синява, ув'язнений польських і радянських тюрем, помер в тюрмі в м. Дніпро. Посмертно реабілітований Указом президії Верховної ради СРСР від 16 січня 1992 року.

## Біографія
Народився у бідній селянській сім'ї. Закінчив сільську школу, але навчанню перешкодили події Першої світової війни. Працював у домашньому господарстві та мав бажання здобути освіту. Поступив до Тернопільської учительської семінарії, куди ходив пішки з села Настасів на навчання (більше 20 км). 
В той час вже почалися заворушення за незалежність України. В 19 років Максим Островський вирішив  вступити до легіону Українських січових стрільців.

### Бій за гору Лисоню
В 1916 році Максим Островський служить у 6-й сотні, якою командував поручик Андрій Мельник і попадає  в бойові позиції під Бережани.  2 вересня 1916 року на Лисоні відбулася найкривавіша битва легіону УСС у складі австро-угорських коаліційних військ з російською армією. Перемогу було здобуто ціною втрати більше половини особового складу легіону: 81 вояк убитий, 293 — поранені, 285 — потрапили у полон.  3 вересня в боях за Лисоню Максим Островський був поранений.
Він попадає в полон до росіян і відправлений в Ялуторовськ (Сибір). Багатьом полоненим і в тому числі Максиму Островському вдалося втекти. Він повернувся додому лише після закінчення воєнних подій.
У книзі «Українські січові стрільці 1914—1920 роки» (Львів, 1925 р.) вміщений поіменний список бойових відділів 1-го полку УСС на 1916 рік, у якому є такий запис: — «Островський Максим, 1985 р. н., с. Настасів». Серед ілюстрацій, вміщених у книзі є світлина, на якій Максим Островський серед військовополонених у таборі Ялуторовську (тепер Тюменська область, Сибір).
Максим Островський продовжує навчатися в Тернопільській учительській семінарії.
Знав німецьку, польську, російську, англійську, латинську та білоруську мови. Мав гарний голос, грав на скрипці. Вів шкільний хор в с. Синява.

### Сім'я та перше ув'язнення
В семінарії познайомився з майбутньою дружиною Оленою Михайлівною Ґрубрин з Тернополя, яка також була семінаристкою.
У сім'ї Островських народилося троє дітей: Надія 1925, Любослав 1929, Ярослава 1934.
Олена та Максим Островські отримали роботу у Прибалтиці у Вільнюському воєводстві. Сім'я Островських працювала в школі ім. Й. Пілсудського. З України отримували українську пресу, журнали, літературу (журнал «Дзвін», «Дзвіночок», газета «Нова хата», «Неділя», «Діло»).
Влітку 1939 року до помешкання приїхали польські поліцаї з повіту Турмонт і зробили обшук-ревізію. Забрали повний віз літератури і озвучили причину «Ostrowski buduje Ukraine na Wilenszszyznie» («Островський будує Україну на Вілєнщизні»). Максима Островського арештували  і посадили у Березо картузькій тюрмі до початку польсько-німецької війни у вересня 1939 року.
Загалом, Максим Островський вчителював в багатьох воєводствах Польщі: Краківському, Познанському, Варшавському, Вільнюсівському, бо через політичні причини  українському професору важко було знайти роботу в Галичині.

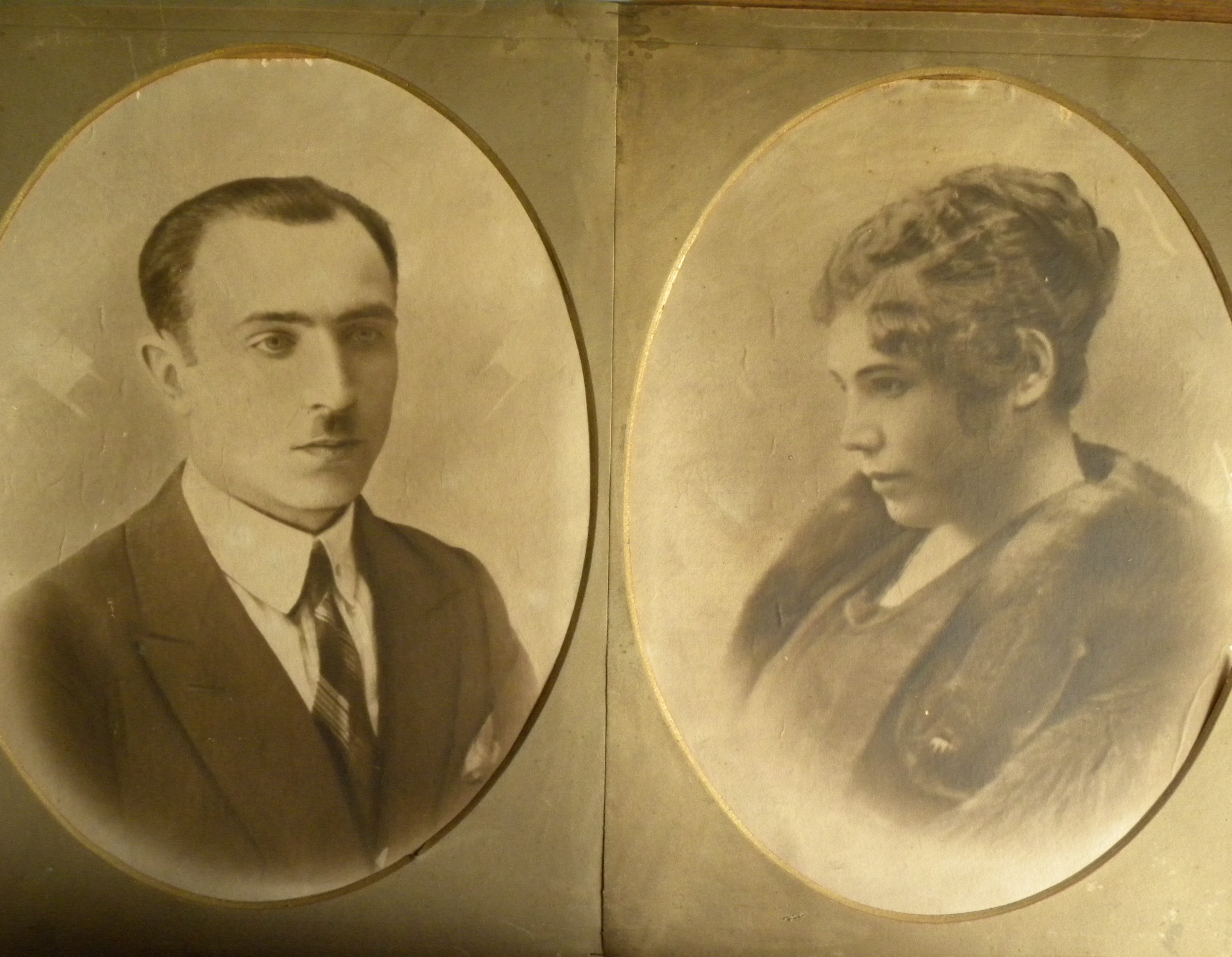
Максим та Олена Островські

В 1940 році сім'я Островських повертається на Тернопільщину.
Зі спогадів Любослава (сина Максима Островського): «Поїзд зупинився у Потуторах і очевидно на довго. Батько і я вийшли на берег Золотої Липи милувалися красою рідної землі. І тоді несподівано тато став розказувати мені про важкі бої у вересні 1916, про мужнє лицарство України, про Лисоню.» Син ще довго буде берегти цю історію в таємниці.
Чотири роки у с. Синяві Максим Островський був директором школи. На відкритті могили — пам'яті борцям за волю України  він виступив з промовою, де згадав Українських Січових Стрільців, які загинули першими в боях за незалежність України і те, що він там був у перших рядах.

### Друге ув'язнення
5 березня 1944 року більшовицька армія прийшла на Збаражчину. Через два тижні 19 березня Максима Островського арештували. У село на конях приїхали два працівники НКВС (прізвище одного Бородін)  і арештували Максима Островського за доносом.
Зі спогадів Надії Яреми (доньки Максима Островського): «Стояла рання весна. Усюди розливались весняні потоки, пригрівало сонечко. А ми лишилися сиротами. Батька повели енкаведисти дорогою за село. Ми, діти, вилізли на горище школи і довго дивилися, як вели нашого батька до збаразької тюрми. Нас лишилося троє дітей і мама. Я була найстарша. Вже закінчила гімназію в Тернополі, влаштувалася на роботу вчителювати разом з мамою. Батькові ми носили передачки до Збаразької тюрми. А потім його перевозили з тюрми в тюрму.»

### Реабілітація
Тільки після проголошення незалежної України  діти Максима Островського звернулися у  Тернопільське СБУ і почали вимагати оприлюднення документів.
26 травня 1944 року військовий трибунал МВС Тернопільської області засудив батька на 10 років позбавлення волі з конфіскацією особистого майна. У кінці протоколу-допиту  було написано звинувачення: Максим Островський був Українським січовим стрільцем, націоналістом, ворогом народу. Зі Збаража Максим Островський був переведений до тюрми в Кременці, Дубно, Дніпрі. 25 листопада був останній короткий лист до сім'ї, де він попросив допомогти харчами, але вислати посилку сім'ї не дозволили. Як засвідчує реабілітаційний документ  п'ятдесятирічний Максим Островський помер 29 січня 1945 року в тюрмі м. Дніпро, просидівши лише десять місяців і одинадцять днів.
Після Указу президії Верховної ради СРСР від 16 січня 1992 року Максим Островський був реабілітований постмертно.
Місце поховання Максима Островського не відоме. Прізвище та ім'я Максима Островського викарбуване на граніті меморіалу гори Лисоня.